# Гафвей (Меріленд)
Гафвей (англ. Halfway) — переписна місцевість (CDP) в США, в окрузі Вашингтон штату Меріленд. Населення — 11 896 осіб (2020).

## Географія
Гафвей розташований за координатами 39°36′59″ пн. ш. 77°46′12″ зх. д. / 39.61639° пн. ш. 77.77000° зх. д. (39.616295, -77.769957).  За даними Бюро перепису населення США в 2010 році переписна місцевість мала площу 12,06 км², уся площа — суходіл.

## Демографія
Згідно з переписом 2010 року, у переписній місцевості мешкала 10 701 особа в 4438 домогосподарствах у складі 2996 родин. Густота населення становила 887 осіб/км².  Було 4725 помешкань (392/км²).
Расовий склад населення:
| - 90,7 % — білих - 3,7 % — чорних або афроамериканців - 1,8 % — азіатів - 0,2 % — корінних американців - 1,3 % — осіб інших рас |

До двох чи більше рас належало 2,3 %. Частка іспаномовних становила 3,3 % від усіх жителів.
За віковим діапазоном населення розподілялося таким чином: 22,5 % — особи молодші 18 років, 60,6 % — особи у віці 18—64 років, 16,9 % — особи у віці 65 років та старші. Медіана віку мешканця становила 41,5 року. На 100 осіб жіночої статі у переписній місцевості припадало 93,9 чоловіків;  на 100 жінок у віці від 18 років та старших — 89,6 чоловіків також старших 18 років.
Середній дохід на одне домашнє господарство  становив 67 073 долари США (медіана — 58 133), а середній дохід на одну сім'ю — 74 971 долар (медіана — 67 391). Медіана доходів становила 50 243 долари для чоловіків та 37 183 долари для жінок. За межею бідності перебувало 7,5 % осіб, у тому числі 12,5 % дітей у віці до 18 років та 2,8 % осіб у віці 65 років та старших.
Цивільне працевлаштоване населення становило 5372 особи. Основні галузі зайнятості: освіта, охорона здоров'я та соціальна допомога — 21,8 %, роздрібна торгівля — 17,6 %, мистецтво, розваги та відпочинок — 8,9 %, транспорт — 7,9 %.